# Underneath Acoustic Live
Underneath Acoustic Live é um DVD da banda Hanson, gravado 11 de novembro de 2003 no House of Blues de Chicago.

O DVD não se limita a sucessos da banda tem covers memoráveis como Teach Your Children de Crosby, Stills and Nash, Ain't No Sunshine de Bill Winthers e Rip It Up de Little Richard.

## Faixas
01 - Strong Enough To Break
  
02 - River
  
03 - If Only
  
04 - Run Away Run
  
05 - Rock 'n Roll Razorblade
  
06 - The Walk
  
07 - Teach Your Children
  
08 - When You're Gone
  
09 - With You In Your Dreams
  
10 - Underneath
  
11 - I Will Come To You
  
12 - Ain't No Sunshine
  
13 - Hand In Hand
  
14 - Crazy Beautiful
 
16 - Where's The Love
  
17 - Deeper
  
18 - You Never Know
  
19 - Mmm Bop
  
20 -  Rip It Up
  
21 - This Time Around